# Marburger Kreisbahn 4 (Drittbesetzung)
Die Tenderlokomotive Marburger Kreisbahn 4III war eine Dampflokomotive der Marburger Kreisbahn mit der Achsfolge C, die mit ihrer Leistung und Gewicht dem Henschel Typ Bismarck entsprach. Es ist nur die eine Lokomotive bekannt, die von Orenstein & Koppel unter der Fabriknummer 5.414 hergestellt wurde.
Die Lokomotive war 1912 an das Stadtbauamt Duisburg geliefert worden, wo sie die Nummer 3 getragen hatte. Von 1925 bis 1954 fuhr sie bei der Marburger Kreisbahn unter der Bezeichnung 4III. Danach wurde sie bis 1964 bei der Aufbaugesellschaft Allendorf verwendet. Der letzte Bildeintrag über die Lokomotive datiert aus dem Jahr 1960.

## Geschichte
Die Lokomotive wurde am 19. Juli 1912 beim Stadtbauamt Duisburg für die Anschlußbahn Wanheim mit der Nummer 3 in Dienst gestellt. Von März 1923 bis März 1925 war die Lokomotive kalt abgestellt und gelangte dann an die Marburger Kreisbahn, wo sie mit der Nummer 4 in dritter Besetzung weiter im Einsatz war.
Die Lokomotive war beliebt und erhielt vom Personal den Spitznamen Lieschen. Der große Wasserkasten machte die Lok für den Einsatz flexibel. Während des Zweiten Weltkriegs wurde die Instandhaltung der Lok vernachlässigt und sie wurde wenig eingesetzt. Ab 1947 war sie häufig abgestellt.
Nach der Aufgabe des Personenverkehrs wurde die Lokomotive überflüssig. Mit der Aufbaugesellschaft Allendorf wurde ein neuer Eigentümer gefunden, bei dem sie mit einer anderen Lokomotive von Henschel im umfangreichen Netz tätig war. Die letzte Sichtmeldung der Lokomotive stammt aus dem Jahr 1960, ihr Verbleib ist nicht bekannt.

## Technik
Die Lok entsprach mit einer Leistung von 350 PS und ihrem Gewicht von etwa 40 t dem Henschel Typ Bismarck und unterschied sich äußerlich nur durch die andere Form des Schornsteins. Sie besaß einen seitlichen Wassereinlass neben dem Kessel für den Wasserkasten zwischen den Rahmenwangen dem auf der rechten Seite vorhandenen zusätzlichen Wassertank. Links vor dem Führerhaus wurde die Kohle gebunkert. Damit hatte die Lok fast 1 m³ mehr Wasservorrat als die größere Marburger Kreisbahn 5.
Zur Kesselspeisung wurden zwei Injektoren von Strube verwendet. Die Beleuchtung war anfangs als Petroleumbeleuchtung ausgeführt, später wurde die Lok auf elektrische Beleuchtung mit Turbogenerator umgebaut. Sie hatte eine Westinghouse-Bremse.